# FV Ravensburg
Der FV 1893 Ravensburg ist ein Fußballverein im oberschwäbischen Ravensburg. Der 1893 gegründete Verein hatte seine erfolgreichste Zeit in den 1970er und 1980er Jahren.

## Geschichte
1978 qualifizierte er sich für die neu gegründete Oberliga Baden-Württemberg, der er bis zum Abstieg in die Verbandsliga Württemberg als Tabellenvorletzter 1983 angehörte. Der Wiederaufstieg ins baden-württembergische Oberhaus gelang 1998. Nach dem erneuten Oberliga-Abstieg im Jahr 2000 ging es mit dem Verein abwärts bis in die Landesliga Württemberg. 2013 gelang über die Relegation die Rückkehr in die Oberliga Baden-Württemberg.
In der Saison 2015/16 gewann der FV Ravensburg den WFV-Pokal mit einem 5:2-Endspielsieg über den FSV 08 Bissingen. Damit sicherte sich der Verein den Einzug in die 1. Hauptrunde des DFB-Pokals der Saison 2016/17, in der der Verein in der Geberit-Arena in Pfullendorf mit 0:2 gegen den FC Augsburg unterlag.
Am 19. Juli 2018 feierte der Verein sein 125-jähriges Jubiläum mit einem Testspiel gegen den Bundesligisten und Kooperationsverein SC Freiburg. Vor über 2500 Zuschauern unterlag man im heimischen Wiesental mit 1:9.

## Stadion
Am 27. Juli 1919 wurde das Spielfeld im Wiesental mit einem Spiel gegen die Reserve des VfB Stuttgart vor über 2000 Zuschauern eingeweiht. Während des Zweiten Weltkriegs spielte der FV Ravensburg im Stadion in Weingarten, da im Wiesental Kartoffeln und Gemüse angebaut wurden. Ab 1948 stand das Spielfeld im Wiesental wieder zur Verfügung. Im Jahre 1951 erbaute man im Zuge der Sanierung des Spielfeldes ein neues Kassenhäuschen und eine Holztribüne. 1981 wurde die heutige Haupttribüne fertiggestellt. Diese bietet aktuell 520 Zuschauern Platz. Nach dem Aufstieg in die Fußball-Oberliga Baden-Württemberg 2012/13 wurden über die Folgejahre blaue Sitzschalen auf der Haupttribüne angebracht. Seit dem Sommer 2018 trägt das Stadion im Wiesental den neuen Namen cteam Arena. 2023 erfolgte ein Anbau an die Tribüne mit 100 überdachten Sitzplätzen. Büro für die Geschäftsführung und ein Fanshop werden hier ebenfalls untergebracht.

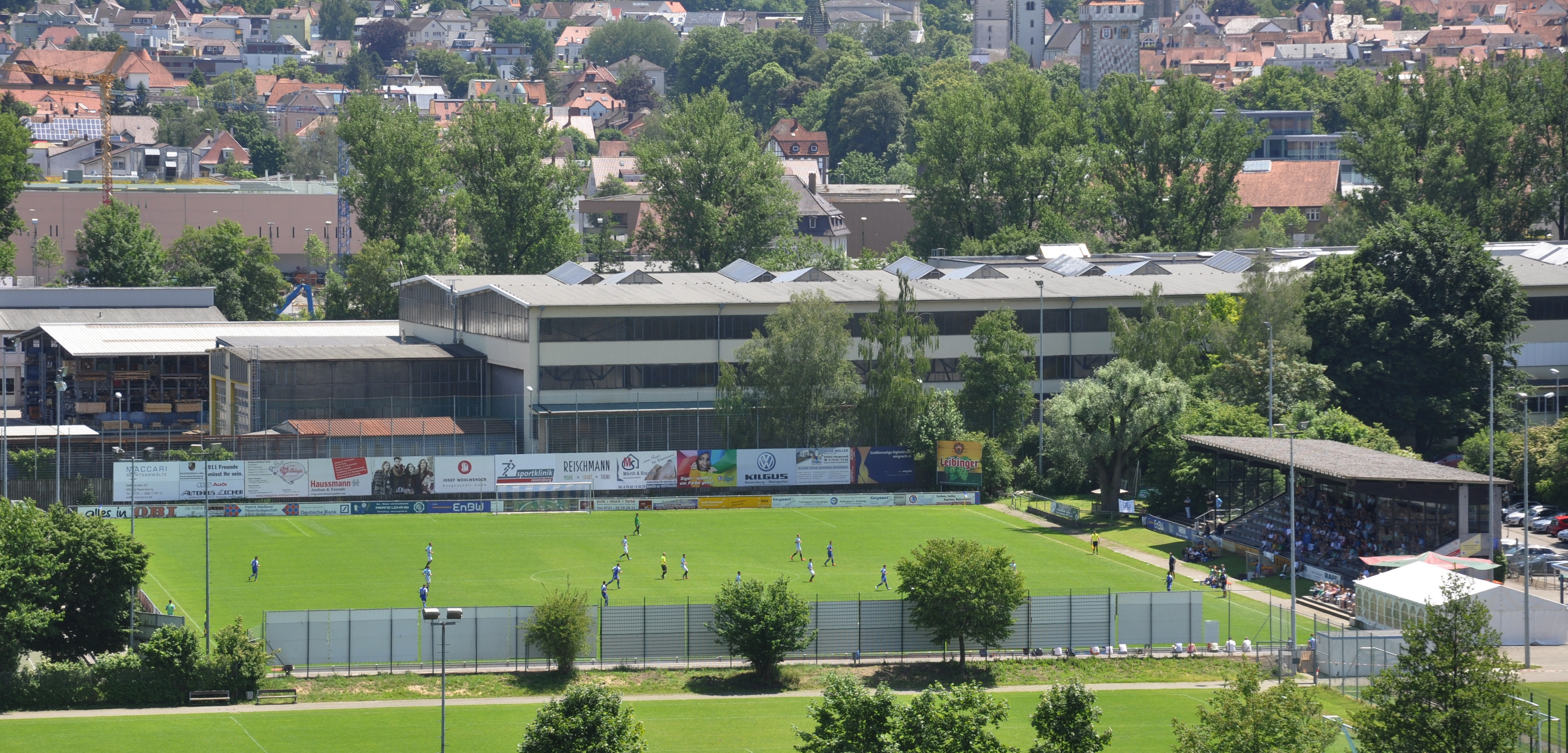
Cteam Arena in Ravensburg
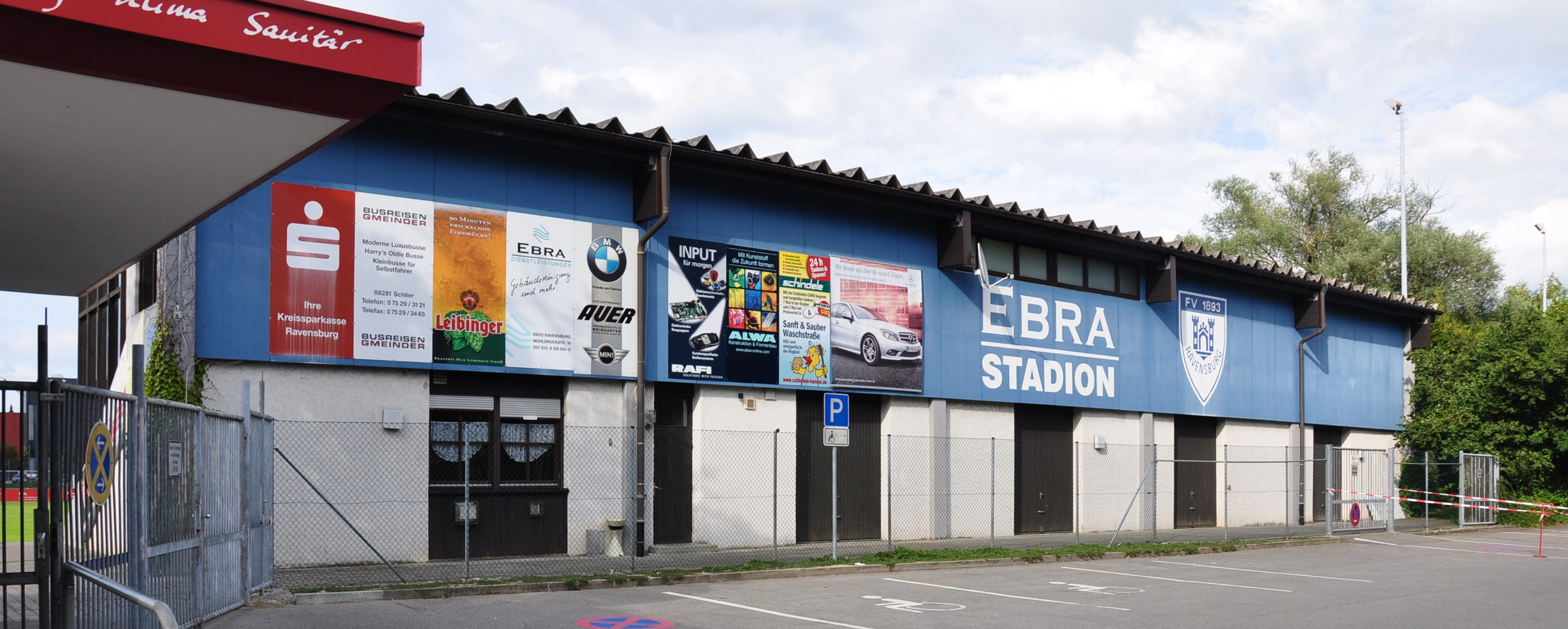
Haupttribüne mit 512 Sitzplätzen

## Nachwuchsförderzentrum
Auf dem Gelände des FV Ravensburgs wurde 2024 auf der Rückseite der Tribüne ein Nachwuchsförderzentrum fertiggestellt. Das Gebäude bildet den neuen Haupteingang zum Stadion und beinhaltet einen modernen Kabinentrakt, Trainerbüro und einen Aufenthalts- sowie Fitnessraum. Der Bau des Nachwuchsförderzentrums wurde von der Stadt Ravensburg, Vetter Pharma, cteam, Kreissparkasse Ravensburg, Kiesel und HMS finanziell unterstützt.

## Erfolge
- Meister Verbandsliga Württemberg 1998
- Einzug in den DFB-Pokal der Saison 2016/17
- WFV-Pokalsieger 2016
- WFV-Pokalfinalist 1971, 1972, 2015

## Persönlichkeiten
- Hermann Ohlicher, ehemaliger Fußballprofi beim VfB Stuttgart
- Ömer Toprak, Fußballprofi beim SV Werder Bremen
- Janik Haberer, Fußballprofi beim SC Freiburg
- Sebastian Kerk, Fußballprofi bei Hannover 96
- Jonas Brändle, Fußballprofi bei der SG Sonnenhof Großaspach
- Stefan Buck, ehemaliger Fußballprofi (Karlsruher SC, FC Augsburg, TSV 1860 München)
- Steffen Wohlfarth, ehemaliger Fußballprofi (SC Freiburg, FC Ingolstadt 04, Ross County) und Trainer des FV Ravensburg von 2017 bis 2022
- Paul Wanner, Fußballprofi beim FC Bayern München
- Giulia Gwinn, Fußballprofi beim FC Bayern München und Nationalspielerin